# Social Blade
Social Blade is een Engelstalige website waar statistieken opgevraagd kunnen worden over sociale-mediaprofielen. De website werd in 2008 opgericht en hield in eerste instantie statistieken bij van digg. In 2010 ging de website zich focussen op YouTube en sociale media.

## Geschiedenis
Social Blade werd op 8 februari 2008 opgericht door Jason Urgo. Hij was op dat moment werkzaam voor een IT-bedrijf en actief op de nieuwsaggregator digg waar gebruikers artikelen schrijven. Social Blade startte als een hobbyproject dat gebruikers moest helpen inzicht te krijgen in wat er voor nodig was om een artikel populair te maken. In 2010 werd de focus verlegd naar het volgen van statistieken van YouTube. Hierna volgden uitbreidingen naar het volgen van statistieken van andere sociale media; Twitch (2013), Instagram (2014), Twitter (2016), Dailymotion (2017) en Mixer (2018).

## Werking
De gegevens op Social Blade worden deels door de organisatie achter de website ingevoerd en zijn deels crowdsourced. Sinds september 2018 woedde er een strijd tussen fans van PewDiePie en T-Series. Beide YouTube-kanalen vochten om de meeste abonnees. Dit leidde ertoe dat de pagina's van deze kanalen op Social Blade in 2019 gevandaliseerd werden. Volgens Social Blade-softwareontwikkelaar Timothy Cole was het de gemeenschap die het vandalisme uitvoerde, hoewel hij in de tweet waarin hij die informatie verschafte ook een link legde met 1 aprilgrappen.
Social Blade geeft een schatting van de inkomsten die kanalen ophalen uit advertenties. Volgens HuffPost is die schatting gebaseerd op elke duizend keer dat een advertentie bekeken wordt. De schatting heeft een grote marge, die volgens Social Blade veroorzaakt wordt door de variabele inkomsten per duizend views.